# Ніколаєв Ігор Юрійович
І́горь Ю́рійович Нікола́єв (рос. Игорь Юрьевич Николаев; нар. 17 січня 1960, Холмськ, Сахалінська область) — радянський і російський композитор-пісняр, поет-пісняр та естрадний співак. Заслужений діяч мистецтв Росії (2001). Народний артист Росії (2019).

## Біографія
Народився в місті Холмськ (Сахалінська область) 17 січня 1960 року в сім'ї поета-мариніста і капітана далекого плавання, члена Союзу письменників СРСР Юрія Івановича Ніколаєва і Світлани Митрофанівни Ніколаєвої — бухгалтера.
У 1974 році закінчує музичну школу у класі скрипки і вступає до Сахалінського музичного училища у клас теорії музики.
У 1975 році від'їжджає з Южно-Сахалінська в Москву, де продовжує навчання в Музичному училищі при Московській консерваторії ім. П. І. Чайковського.
У 1978 році у і його дружини Олени народилася дочка Юлія. Служив у ансамблі пісні і танцю Московського військового округу.

## Творчість
1980‑ті
1980 року починає працювати клавішником і аранжувальником в ансамблі Алли Пугачової «Рецитал». У 1980 році закінчує Московський інститут культури (естрадне відділення, клас композитора Ігоря Бриля).
У 1983 році Алла Пугачова виконує перші пісні, написані для неї Ігорем Ніколаєвим: «Айсберг» і «Розкажіть, птахи».
У 1985 році на телевізійному конкурсі «Пісня року» відбулися прем'єри пісень Ігоря Ніколаєва: «Паромщик» у виконанні Алли Пугачової і «Комарово» у виконанні Ігоря Скляра.
У 1986 році розпочинає сольну кар'єру з пісні «Млин». Виходить альбом Алли Пугачової «Щастя в особистому житті».
У 1987 році виходить перший сольний альбом «Млин». Ігор Ніколаєв і Алла Пугачова здійснюють гастрольний тур по Японії на запрошення зірки японської естради Токіко Като, у виконанні якої звучить композиція Ігоря Ніколаєва «100 друзів» (на японській мові).
У 1988 році виконує пісню «Королівство Кривих Дзеркал» на завершальному концерті телевізійного фестивалю «Пісня року». Її автори — Ігор Ніколаєв і Павло Жагун нагороджені дипломами фестивалю. Також в 1988 році в Швеції разом з дуетом «Roxette» веде фінальну частину церемонії присвоєння шведської національної музичної премії «Grammis».
У 1989 році у складі групи композиторів бере участь в радянсько-американському проекті, у рамках якого зірка американської музики Сінді Лопер приїжджає в Радянський Союз і записує композицію «Cold Sky» («Холодні небеса»). Згодом ця композиція виходить на диску Epic Records «Music speaks louder than words». Ігор Ніколаєв бере участь в зйомках Стокгольмського телебачення в програмі Якоба Даліна «Сходи Якоба». записує дует з Ліз Нильсон «Aquarius 1999» (у співавторстві з А. Форсман, Швеція). Згодом ця композиція увійшла до альбому «Фантастика» і вийшла окремим синглом в Швеції. У Швеції виходять дві платівки Томмі Черберга: сингл «The Kingdom of the Carnival Mirrors» (автор музики Ігор Ніколаєв) і альбом «Julen Ar Har» (куди також включена пісня «The Kingdom of the Carnival Mirrors»), який стає «золотим». На «Globe Arenas» в Стокгольмі Всесвітній юнацький хор ЮНЕСКО виконує кантату на музику Ігоря Ніколаєва і Бенні Андерссона (ABBA). Виходять альбоми «Королівство кривих дзеркал» і «Фантастика».
1990‑ті
У 1990 році виходить дебютний альбом Наташі Корольової «Жовті тюльпани». Починається багаторічна творча співпраця.
У 1991 році виходить альбом «Міс Розлука».
У березні 1992 року в СК «Олімпійський» проходить прем'єра спільної програми Ігоря Ніколаєва і Наталії Корольової «Дельфін і русалка». Виходить альбом «Дельфін і русалка».
У листопаді 1992 року в СК «Олімпійський» проходить прем'єра програми Ірини Алєгрової «Не відлітай, любов», що складається переважно з пісень Ігоря Ніколаєва. Виходить альбом Ірини Алєгрової «Мандрівник мій». Ігор Ніколаєв отримує Національну російську музичну премію «Овація» в номінації «Альбом року» («Дельфін і русалка»).
У 1994 році виходить альбом «Малинове вино» і альбом Наталії Корольової «Прихильник».
У 1995 році отримує премію «Овація» в номінації «Композитор року» і номінується на отримання премії «Звезда-95» в номінації «Композитор року». Ігор Ніколаєв розпочинає співпрацю з молодої співачки Ольги Прядіной, і пише для неї пісні «Канарка» і «Телеграма». Виходить альбом «Вип'ємо за любов» і альбом Наташі Королевою «Конфетті».
У 1997 році в Нью-Йорку, в залі «Медісон Сквер Гарден», проходить прем'єра програми Ігоря Ніколаєва і Наталії Корольової «Дельфін і русалка». У концерті бере участь Діана Гурцкая з піснею Ігоря Ніколаєва «Чарівне скло». Ігор Ніколаєв отримує премію «Овація» в номінації «Поет року» за пісню, яку він присвятив пам'яті свого батька. Виходить альбом «П'ятнадцять років. Кращі пісні» і альбом Наталії Корольової «Діаманти сліз».
17 січня 1998 року, у свій день народження, Ігор Ніколаєв уперше влаштовує свої творчі вечори в ГЦКЗ «Росія». Виходить альбом «Ігор Ніколаєв-98» з піснями, виконаними на творчих вечорах. У альбом, окрім пісень самого Ігоря Ніколаєва, увійшли пісні Алли Пугачової, Наташі Корольової, Філіпа Кіркорова, Льва Лещенка, Володимира Винокура, Йосипа Кобзона, написані Ігорем Ніколаєвим (деякі пісні написані в співавторстві з іншими авторами). 31 травня, в день 25-річчя Наталії Корольової, Ігор Ніколаєв продюсує і ставить концерт співачки на Майдані Незалежності.
У 1999 році, в ГЦКЗ «Росія» проходить великий сольний концерт Наталії Корольової. Ігор Ніколаєв виступає як продюсер і автор пісень. Ігор Ніколаєв отримує премію «Овація» в номінації «Композитор року». У рамках телевізійного фестивалю «Пісня року» Ігорю Ніколаєву вручається премія ім. Ісаака Дунаєвського за великий внесок у розвиток пісні.
2000‑ні
У 2000 році виходить альбом «Розбита чашка любові».
Указом президента Російської Федерації Володимира Путіна від 11 жовтня 2001 року Ігорю Ніколаєву присвоєно звання заслуженого діяча мистецтв Російської Федерації. Ігор Ніколаєв і Діана Гурцкая отримують премію «Овація» в номінації «Дует року». Ігор Ніколаєв стає лауреатом премії «Золотий грамофон-2001» («П'ять причин»). Виходить альбом «Найрідніша».
У 2002 році виходить альбом «Пробач і відпусти». У рамках телевізійного фестивалю «Пісня року» Ігорю Ніколаєву присуджується премія «Кращий композитор року».
1 і 2 березня 2003 року в Кремлівському Палаці З'їздів Ігор Ніколаєв проводить свої чергові творчі вечори «Мільйон красивих жінок», за участю найяскравіших зірок російської естради.
Виходять дві збірки: «Краще для вас» і «П'ять причин», а також авторський диск на вірші Павла Жагуна «На обкладинці журналу».
У 2004 році Ігор Ніколаєв бере участь в телевізійному проекті ОРТ «Фабрика зірок — 4» як педагог, а також стає продюсером одного з учасників проекту — молодого артиста Антона Зацепіна. У ефір виходять декілька звітних концертів, на яких «фабриканти» виконують як нові, так і вже відомі пісні Ігоря Ніколаєва.
У 2005 році Ігор Ніколаєв написав пісню «Як ти прекрасна» і запросив для зйомок в кліпі зірку тенісу Олену Дементьєву, за спортивною долею якої спостерігає давно.
У 2006 році за заслуги перед країною Ігорю Ніколаєву були вручені два ордени: золотий орден «Служіння мистецтву» і орден Петра Великого I ступеня. Перший канал запускає в ефір проект з назвою пісні Ігоря Ніколаєва «Дві зірки», в якому активно бере участь автор легендарної пісні. Ігор Ніколаєв і Наташа Корольова з піснями «Дельфін і русалка» і «Таксі, таксі» беруть участь в концерті "Легенди «Ретро — FM». У кінці року виходить новий альбом «Як ти прекрасна».
На початку 2007 року відбувся концерт Ігоря Ніколаєва з новою програмою в нью-йоркському театрі «Міленіум».
8 вересня 2007 року в Москві пройшла урочиста церемонія вручення ордена Світу в залі церковних соборів Храму Христа Спасителя. Ігор Ніколаєв був у числі видатних людей, чиї іменні зірки відкриті на алеях парку.
У 2008 році виходить диск «Ігор Ніколаєв. Улюблена колекція mp3». Ігорю Ніколаєву вручений срібний Орден дитинства. Цього року Ігор Ніколаєв здійснив давню мрію, написавши музичну тему до повнометражної голлівудської стрічки «Скажи це по-російськи» (англ. Say It in Russian). Фільм отримав 11 нагород на міжнародних кінофестивалях. Разом з російською актрисою Агатою Готовою і сербським актором Раді Сербеджия, які зіграли головні ролі в кінострічці, Ігор Ніколаєв представляє картину на кінофестивалях в Монако і Монте-Карло.
Влітку 2008 року у рамках міжнародного конкурсу молодих виконавців «Нова хвиля» в Юрмалі пройшов творчий вечір Ігоря Ніколаєва, де кращі і новіші пісні маестро виконують Ірина Аллегрова, Алла Пугачова, Філіп Кіркоров, Валерій Леонтьєв, Валерій Меладзе, Хуліо Іглесіас (молодший), Микола Басков, Ігор Крутой, Наташа Корольова та ін. В цьому концерті широкій публіці було представлено молоду співачку Юлію Проскурякову, яка виконала в дуеті з Ігорем Ніколаєвим пісню «Щось у цьому є». У грудні 2008 року в ефірі Першого каналу вийшла програма «Нехай говорять», де Юлію було представлено публіці як наречену Ігоря Ніколаєва.
На початку 2009 року Ігор Ніколаєв гастролював по Америці разом з Юлією Проскуряковою і Хуліо Іглесіасом-молодшим.
У квітні 2009 року вийшла збірка Ігоря Ніколаєва «Подарункова колекція. Ігор Ніколаєв».
25 вересня 2010 року Ігор Ніколаєв одружився з Юлією Проскуряковою.
На початку жовтня Ігор Ніколаєв і Юлія Проскурякова отримали премію «Пара року 2010», перемігши в номінації «Любов».
2015 рік Ігор Ніколаєв прийняв запрошення свого найулюбленішого поета Євгенія Євтушенка взяти участь у концерті «Поет у Росії — більше, ніж поет». У перервах між зйомками і концертами Ігор Ніколаєв устигав брати участь у заходах, приурочених до оголошеного в Росії «Року Поезії».
Один з членів журі «Нова хвиля 2016» в Сочі.

## Політика
У 1996 році Ігор Ніколаєв на підтримку Бориса Єльцина брав участь в кампанії «Голосуй, або програєш». А в 2003 році вступив у «Єдину Росію».
У грудні 2022 року на одному з концертів у Росії, будучи ведучим з Крістіною Орбакайте, одягнув синій костюм, який з жовтим платтям Орбакайте утворив кольори прапора України.

## Особисте життя
- Перша дружина — Олена Кудряшова (1978—1991)
  - Дочка Юлія (27.10.1978)
- Друга дружина — Наташа Корольова (1973) (1992—2001)
- Третя дружина — Юлія Проскурякова (1982) Офіційно одружені з 25 вересня 2010 року.
  - Дочка Вероніка (08.10.2015).

## Нагороди
- Неодноразовий лауреат Національної російської музичної премії «Овація» (1992 — «Альбом року»: «Дельфін і русалка»).
- 1995 — «Композитор року».
- 1997 — «Поет року».
- 1999 — «Композитор року».
- 2001 — «Дует року».
- 2001 — Заслужений діяч мистецтв Росії (11 жовтня 2001 року) — за заслуги в області мистецтва.
- Неодноразовий лауреат телевізійного фестивалю «Пісня року».
- Лауреат премії ім. Ісаака Дунаевского за великий внесок у розвиток пісні (1999).
- «Кращий композитор року» (2002).
- Номінант премії «Зірка» в номінації «Композитор року» (1995).
- Лауреат премії «Золотий грамофон 2001» («П'ять причин»).
- 2006 — золотий орден «Служіння мистецтву».
- Орден Петра Великого I ступеня.
- 2007 — іменна зірка на алеї парку 850-річчя Москви.
- 2008 — срібний Орден дитинства.
- 2014 — премія «МУЗ-ТБ».
- 2019 — Народний артист Росії (27 грудня 2019 року) — за великі заслуги в області культури і мистецтва, багаторічну плідну діяльність.

## Дискографія

### Сольні альбоми
- «Млин» (1987)
- «Королівство кривих дзеркал» (1989)
- «Фантастика» (1989)
- «Міс Розлука» (1991)
- «Дельфін і русалка» (1992)
- «Малинове вино» (1994)
- «Вип'ємо за любов» (1995)
- «П'ятнадцять років. Кращі пісні» (1997)
- «Ігор Ніколаєв-1998» (1998)
- «Розбита чашка любові» (2000)
- «Найрідніша» (2001)
- «П'ять причин» (2001)
- «Дочка …і я» (2001) — спільно з Ю. Ніколаєвою
- «Пробач і відпусти» (2002)
- «На обкладинці журналу (Пісні на вірші Павла Жагуна)» (2003)
- «Бідний Моцарт» (2003)
- «Здрастуй» (2004)
- «Мільйон красивих жінок» (2CD) (2004)
- «Як ти прекрасна» (2006)
- «Просто все пройшло» (2006)
- «Кращі пісні. Нова колекція» (2006)
- «Ігор Ніколаєв і Юлія Проскурякова: Нові пісні» (2010)
- «Англомовні пісні Ігоря Ніколаєва» (2010)
- «Лінія життя» (2014)

### Альбоми інших виконавців
- «Щастя в особистому житті!» (1986) — альбом Алли Пугачової
- «Kingdom of Carnival Mirrors» (1989) — альбом Томмі Черберга, Швеція
- «Aqarius 1999» (1989) — альбом Лізи Нильссон, Швеція
- «Julen Ar Har» (1989) — альбом Томмі Черберга, Швеція
- «Жовті тюльпани» (1990) — альбом Наташі Корольової
- «Мандрівник мій» (1992) — альбом Ірини Аллегровой
- «Прихильник» (1994) — альбом Наташі Корольової
- «Конфеті» (1995) — альбом Наташі Корольової
- «Я не Рафаель» (1995) — альбом Філіпа Кіркорова
- «Діаманти сліз» (1997) — альбом Наташі Корольової
- «Наташа Корольова. Пісні Ігоря Ніколаєва» (2009)
- «Ірина Аллегрова. Пісні Ігоря Ніколаєва» (2009)
- «Алла Пугачова. Пісні Ігоря Ніколаєва» (2009)
- «Юлія Ніколаєва: Невидане» (2010)

## Творчі союзи
Як автор, працював з: А. Пугачовою, В. Леонтьєвим, В. Кузьміним, Л. Доліною, І. Аллегровою, І. Кобзоном, О. Буйновим, А. Кортнєвим, А. Барикіним, І. Скляром, Н. Корольовою, Жасмін, А. Кальяновим, Д. Гурцкою, К. Орбакайте, А. Сєровим, Л. Гурченко, Ю. Нікуліним, Ф. Кіркоровим, М. Шуфутинським, Л. Вайкуле,
Т. Овсіенко, Л. Мілявскою, К. Семьоновою, О. Прядіною, Л. Зикіною, Л. Лещенко і В. Винокуром, сестрами Роуз (США), Сінді Лопер (США), Ліз Нільсон (Швеція), Томмі Чербергом (Швеція), Токіко Като (Японія), А. Глизіним, групою «Веселі Хлопці», В. Салтиковим, групою «Електроклуб», групою «Маки» і «Руки Вгору».
Співавтори: П. Жагун, С. Белявська, Н. Зінов'єв, А. Пугачова, Л. Дербенєв, Михайло Таніч, Л. Козлова, Ігор Крутий, В. Матецький, І. Рєзнік, В. Сауткін, В. Пресняков (ст), В. Пресняков, А. Макаревич, І. Кохановський, Є. Євтушенко, А. Вознесенський та інші.
Також Ігор Ніколаєв не раз головував в журі різних музичних конкурсів — наприклад, «На хвилі Волги» в 1997 році, де лауреатом Гран-прі була визнана початкуюча зірка з приголомшливими вокальними даними Людмила Соколова, Діана Гурцкая.